# Типтон (Ајова)
Типтон (енгл. Tipton) град је у америчкој савезној држави Ајова. По попису становништва из 2010. у њему је живело 3.221 становника.

## Демографија
Према попису становништва из 2010. у граду је живело 3.221 становника, што је 66 (2,1%) становника више него 2000. године.
| Група             | 2000.         | 2010.         |
| Белци             | 3.083 (97,7%) | 3.122 (96,9%) |
| Афроамериканци    | 11 (0,3%)     | 9 (0,3%)      |
| Азијати           | 10 (0,3%)     | 10 (0,3%)     |
| Хиспаноамериканци | 34 (1,1%)     | 46 (1,4%)     |
| Укупно            | 3.155         | 3.221         |